# Reostatisk broms
Reostatisk elbroms är en typ av elektrisk, förslitningsfri broms som används bland annat av tåg med elmotorer. Förutom reostatisk broms finns även så kallad regenerativ elbroms.
Elbroms bygger på att den elektriska drivmotorn kan användas som generator när tåget bromsar in eller kör i utförsbacke. I det förra fallet omvandlas i princip tågets rörelseenergi till elenergi. I det senare fallet omvandlas tågets lägesenergi till elenergi.
Den genererade elenergin måste matas vidare någonstans. Enklast är att bränna bort elenergin i stora motståndselement, ofta placerade på taket. Denna form av elbroms kallas för reostatisk och har den stora fördelen att tågets mekaniska bromsar (skiv- och/eller blockbromsar) ej behöver användas i lika stor utsträckning, vilket minskar bromsslitage, bromsdamm och buller. Från 10 km/h och till stillastående brukar dock inte ens moderna växelströmsmotorer vara särskilt effektiva, varför de mekaniska bromsarna då måste kopplas in.
Vid regenerativ elbroms matas strömmen tillbaka till kontaktledningen. Då kontaktledningar ofta har växelström uppstår dock problem, då den tillbakamatade strömmen måste ha såväl rätt frekvens som fas och dessutom samma spänningsnivå. Detta kräver att dragfordonets elutrustning klarar av att omforma den tillbakamatade strömmen (ofta likström från en DC-Bus) till växelström.
Vid kontaktledning med likspänning (exempelvis spårvagn eller tunnelbana) är det visserligen något lättare att mata tillbaka strömmen men det förutsätter att banans matarstationer kan omforma den tillbakamatade likströmmen till distributionsnätets frekvens (oftast 50 Hz, 60 Hz i ett fåtal länder, bland annat USA och Japan). Ofta är matningsstationerna utrustade med likriktare, vilket omöjliggör återmatning (likriktarna kan bara leda i ena riktningen).
Den reostatiska bromsen har dock en fördel framför den regenerativa; den fungerar fullt ut även om kontaktledningsspänningen skulle falla ifrån.

## Tyska lok med elbroms
Vid utvecklingen av det västtyska så kallade allround-loket (som klarar såväl tunga malmtåg som snabba persontåg i 280 km/h) under slutet av 1970-talet utrustades det med såväl reostatisk som regenerativ elbroms. Då det västtyska kontaktledningsnätet ansågs driftsäkert slopades dock den reostatiska elbromsen för serieversionen av samma loktyp.
Det här tyska lokets bromsmotstånd hade en kontinuerlig effekt av 2 800 kW och en maximal effekt av 4 800 kW. Bromsmotståndet bestod av fyra stycken motstånd á 4,05 Ω. Matningsspänningen var 2 800 V reglerad likspänning, matad från likspännings-mellankretsen. För kylningen var luftflödet 11 kubikmeter luft per sekund (m³/s) och vikten för hela kabinettet endast 1,16 ton. Fläkten drevs av en 27 kW stark elmotor som matades med den internationella fartygsspänningen 440 V 60 Hz.
Föregångaren till det här loket, ett sexaxligt lok som levererades 1971-1974, hade en kontinuerlig reostatisk bromseffekt av 4 800 kW men kunde under 21 sekunder bromsa med hela 9 600 kW, vilket var långt mer än vad huvudtransformatorn (typ WFUR1563v/15) klarade av. För kylningen var luftflödet 10 kubikmeter luft per sekund (m³/s) och vikten för de två kabinetten var totalt endast 1,15 ton. Den maximala reostatiska bromskraften var 180 kN (max dragkraft var 318 kN).
Loktypen från 1971-1974 hade vikten 114 ton, sex axlar, största tillåtna hastighet 200 km/h, axellasten 19,0 ton och kontaktledningsspänningen 15 kV (det vill säga samma som i Sverige).